# Макьюэн, Пол
Пол Макьюэн (Paul L. McEuen; род. 1963, Оклахома) — американский физик. Профессор Корнелла и директор Kavli Institute at Cornell for Nanoscale Science, член Национальной АН США (2011).

## Биография
Окончил с отличием Университет Оклахомы (бакалавр инженерной физики, 1985). В 1990 году получил степень доктора философии по прикладной физике в Йельском университете. В 1990—1991 годах являлся постдоком в MIT. C 1992 по 2002 год в Калифорнийском университете в Беркли: ассистент-профессор, с 1996 года ассоциированный профессор физики. С 2001 года профессор физики Корнелла, ныне именной (John A. Newman Professor, ранее с 2008 года Goldwin Smith Professor).
Член Американской академии искусств и наук (2015), фелло Американского физического общества (2003).

## Награды и отличия
- Office of Naval Research[англ.] Young Investigator Award (1992—1995)
- Стипендия Слоуна (1992-94)
- Packard Foundation[англ.] Fellow (1992-97)
- National Young Investigator Award, Национальный научный фонд (1993-98)
- LBNL Outstanding Performance Award (1997)
- Packard Foundation Interdisciplinary Fellow (1999)
- Премия «Еврофизика» (2001)
- Award for Basic and Applied Science, Yale Science & Engineering Association (2009)
- Clarivate Citation Laureate (2017)